# Тагино (Глазуновский район)
Тагино — село в Глазуновском районе Орловской области России.
Административный центр Тагинского сельского поселения.

## География
Расположено в 21 км к юго-западу от райцентра, посёлка городского типа Глазуновка, и в 62 км к югу от центра города Орёл.

## Население
| 2002 | 2010 |
| ---- | ---- |
| 632  | ↘561 |

Согласно результатам переписи 2021 года, в национальной структуре населения русские составляли 98 % от жителей из 483 человек.